# Stanisław Wiąckowski
Stanisław Kazimierz Wiąckowski (ur. 1 października 1929 w Przemyślu, zm. 8 maja 2022 w Myślenicach) – polski ekolog, nauczyciel akademicki, profesor nauk przyrodniczych, poseł na Sejm X kadencji.

## Życiorys
Ukończył w 1952 studia na Wydziale Leśnym Szkoły Głównej Gospodarstwa Wiejskiego w Warszawie z tytułem zawodowym magistra inżyniera leśnictwa. Pracował jako nauczyciel akademicki, uzyskując w 1956 doktorat, a w 1962 habilitację. W 1984 został profesorem zwyczajnym. Specjalizował się w zagadnieniach z zakresu ekologii, entomologii i inżynierii środowiska.
W latach 1956–1965 kierował pracownią Instytutu Sadownictwa w Skierniewicach, następnie od 1966 do 1975 pracował w Instytucie Badawczym Leśnictwa w Krakowie i Katowicach. Po zakończeniu pracy w IBL zatrudniony został w Wyższej Szkole Pedagogicznej w Kielcach, w której kierował Zakładem oraz Katedrą Ekologii i Ochrony Środowiska.
Należał do Wojewódzkiego Komitetu Zjednoczonego Stronnictwa Ludowego w Kielcach oraz do Polskiego Stronnictwa Ludowego „Odrodzenie”. W 1989 został wybrany na posła na Sejm kontraktowy. W trakcie kadencji przeszedł do Parlamentarnego Klubu Ekologicznego. Przewodniczył Komisji Ochrony Środowiska, Zasobów Naturalnych i Leśnictwa oraz należał do Komisji Łączności z Polakami za Granicą oraz Komisji Zdrowia. W wyborach samorządowych w 2006 bez powodzenia kandydował z listy Prawa i Sprawiedliwości do sejmiku świętokrzyskiego.

## Wybrane publikacje
- A, B, C… makrobiotyki, 1992.
- Abecadło witamin i pierwiastków, 2004.
- Biologiczne metody ochrony roślin w Polsce. Historia, sukcesy, niepowodzenia, perspektywy, 2006.
- Ekologia ogólna, 1998.
- Ekologiczne kierunki w medycynie naturalnej, 1993.
- Genetycznie modyfikowane organizmy. Obietnice i fakty, 2008.
- Globalne zagrożenia środowiska (współautor), 1998.
- Gospodarka żywnościowa a środowisko, 1992.
- O energetyce dla użytkowników oraz sceptyków (współautor Mirosław Dakowski), 2005.
- Ochrona roślin a zagrożenie środowiska, 1973.
- Próba ekologicznej oceny żywienia, żywności i składników pokarmowych, 1995.
- Przyrodnicze podstawy inżynierii środowiska, 2000.
- Studies on entomofauna of larch, alder and bircg in different environmental conditions and its ecolo (współautor), 1976.
- Środowiskowe zagrożenia zdrowia: wybrane zagadnienia, 2006.
- Urbanizacja a ochrona i kształtowanie środowiska, 1982.
- Wybrane zagadnienia ochrony i kształtowania środowiska przyrodniczego człowieka, 1989.
- Wyłogówka jedlineczka w Górach Świętokrzyskich: jej biologia, ekologia i zwalczanie, 1985.
- Żywienie, żywność, składniki pokarmowe a zdrowie, 2005.

## Odznaczenia
- Krzyż Oficerski Orderu Odrodzenia Polski (2000)[2]
- Krzyż Kawalerski Orderu Odrodzenia Polski (1987)
- Złoty Krzyż Zasługi (1979)